# Муниципальное образование город Аркадак
Муниципальное образование город Аркадак — городское поселение в Аркадакском районе Саратовской области Российской Федерации.
Административный центр — город Аркадак.

## История
Статус и границы городского поселения установлены Законом Саратовской области от 27 декабря 2004 года № 109-ЗСО «О муниципальных образованиях, входящих в состав Аркадакского муниципального района»

## Население
| 2009    | 2010    | 2011    | 2012    | 2013    | 2014    | 2015    |
| ------- | ------- | ------- | ------- | ------- | ------- | ------- |
| 13 415  | ↘12 845 | ↘12 802 | ↘12 612 | ↘12 477 | ↘12 328 | ↘12 149 |
| 2016    | 2017    | 2018    | 2019    | 2020    | 2021    | 2025    |
| ↘12 088 | ↘11 986 | ↘11 895 | ↘11 681 | ↘11 516 | ↘11 163 | ↘10 638 |

## Состав городского поселения
| № | Населённый пункт | Тип населённого пункта        | Население |
| - | ---------------- | ----------------------------- | --------- |
| 1 | Аркадак          | город, административный центр | ↘10 477   |
| 2 | Красный          | посёлок                       | 173       |